# Un sole che brucia
Un sole che brucia è un album reggae del gruppo italiano Africa Unite, pubblicato nel 1995 dall'etichetta Vox Pop su CD.

## Il disco
L'album è presente nella classifica dei 100 dischi italiani più belli di sempre secondo Rolling Stone Italia alla posizione numero 96.
La traccia Il partigiano John viene inclusa nella compilation Materiale resistente.

## Tracce
1. Il partigiano John
2. A sangue freddo e in pieno Dub
3. Scegli
4. Soffici sapori
5. Subacqueo
6. Rubaduba
7. Uniformi
8. Terra tua
9. Sole che brucia
10. Sole che dubba
11. Cool Running
12. Carovana nomade
13. Immobile
14. Alba meticcia
15. Uniformi del Dub
16. Partigiano John (Jungle Edit)
17. Scegli (Ancora)